# Atakebune

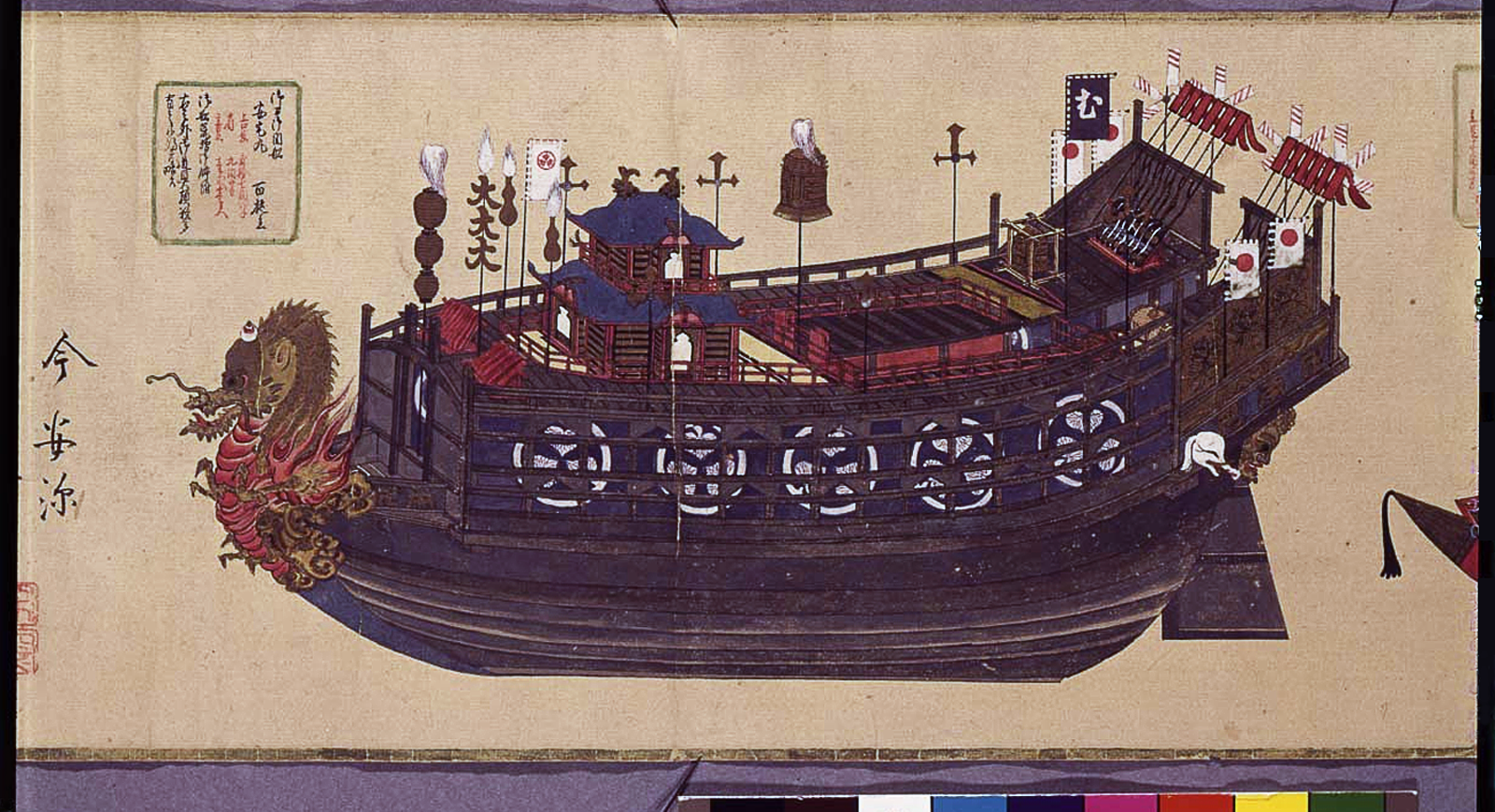
Un atakebune du XVIe siècle.

L’atakebune, ou ōatakebune (大安宅船) ou tekkōsen (鉄甲船) est un type de navire à rames, le plus grand des types de navire construits au Japon entre le XVIe siècle et le XVIIe siècle.

## Description
Le Japon entreprend un considérable effort de construction navale au cours de l'époque Sengoku ; les grands féodaux qui luttent pour la suprématie font construire de grandes flottes côtières de plusieurs centaines de bateaux ; les plus grands étaient appelés atakebune.
Certains de ces bâtiments, construits en 1576 à la demande du daimyō Oda Nobunaga, semblent avoir été les premiers navires cuirassés de l'histoire. Ils étaient appelés tekkōsen (鉄甲船, « navires avec une armure de fer »), étaient équipés de plusieurs canons et de fusils à longue portée afin de vaincre les vaisseaux de grandes dimensions — mais non cuirassés — que l'ennemi utilisait. De fait, Oda Nobunaga, qui en possédait six, met en déroute la flotte du clan Mōri grâce aux tekkōsen en 1578, à l'embouchure de la rivière Kizu, près d'Osaka, au cours d'une tentative victorieuse de blocus naval.

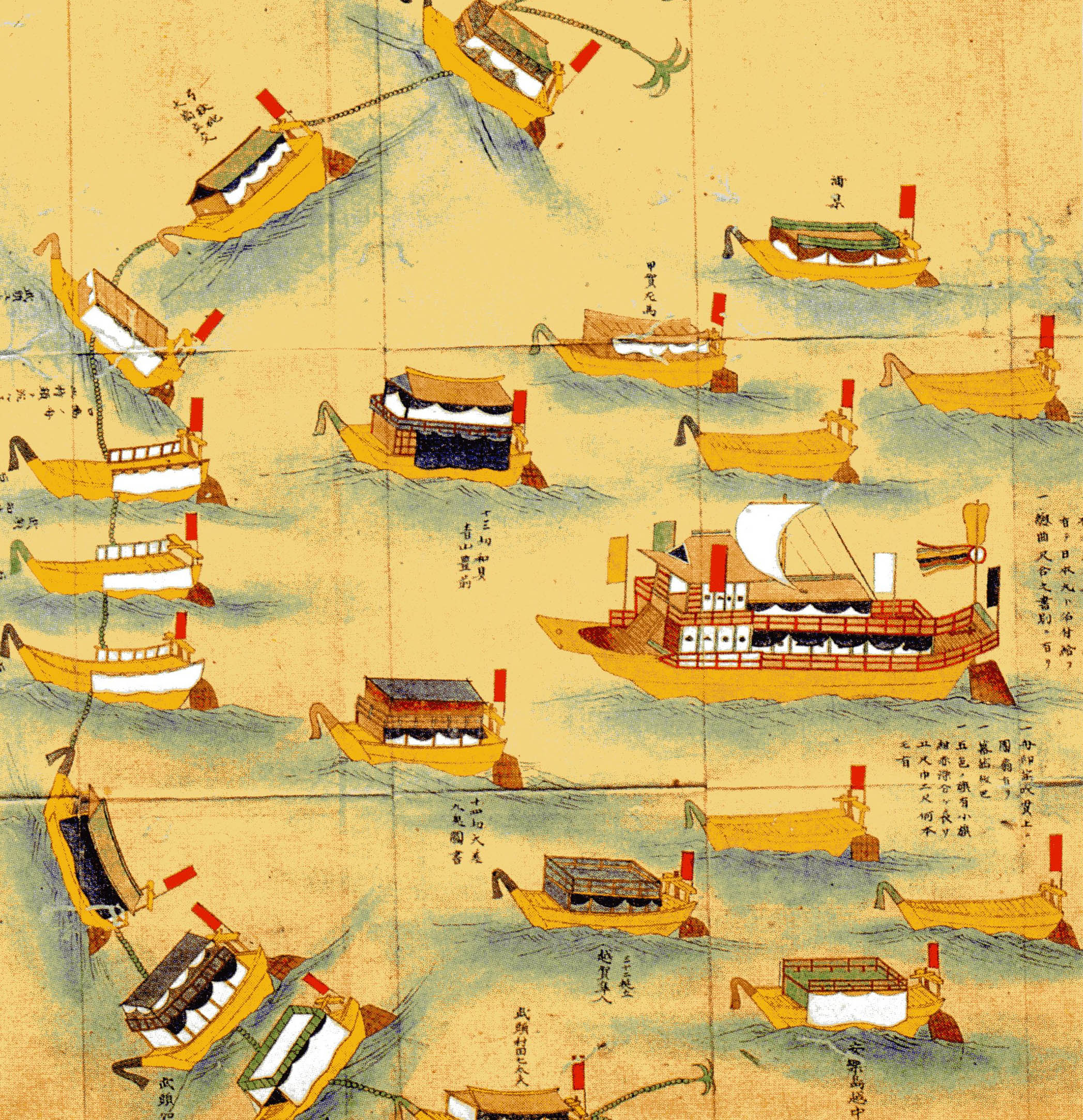
Navigation en flottille.

Ces navires doivent être considérés comme des forteresses flottantes plutôt que comme de véritables bâtiments de guerre. Ils n'étaient pas faits pour la navigation en haute mer et n'étaient utilisés que pour des opérations côtières en flottille.